# Michael Houlie
Michael James Houlie (né le 27 juin 2000) est un nageur sud-africain.
Il remporte le titre olympique de la jeunesse en battant le record national du 50 mètres brasse lors des Jeux olympiques de la jeunesse de 2018 à Buenos Aires.
Il est médaillé d'or du 50 mètres brasse et médaillé de bronze du 100 mètres brasse ainsi que du 4 x 100 m quatre nages mixte aux Jeux africains de 2019.